# Карацуба Ірина Володимирівна
Ірина Володимирівна Карацуба (нар. 1960) — російський історик, публіцист, політична активістка, викладач у багатьох університетах Росії, США, Великої Британії та Франції. Має ступінь кандидата історичних наук, наукові інтереси стосуються сприйняття Росії у світі, російсько-британські культурні зв'язки, історія церкви. Виступає одним з активістів меморіального проекту Остання адреса.

## Життєпис
Народилася у 1960 році у Москві. Батько, Володимир Іванович Карацуба, був нащадком кубанських козаків, мав звання полковника КДБ. Мати, Лідія Гавриліва Карацуба, походила з роду підмосковних селян, була театральним юристом.
У 1977—1982 роки навчалася на історичному факультеті МДУ. У 1982—1985 продовжила навчання в аспірантурі на тому ж факультеті під керівництвом доцента Б. І. Краснобаєвої. У 1985 році захистила кандидатську дисертацію на тему: «Росія останньої третини XVIII — початку XIX ст. у сприйнятті англійських сучасників».
Після захисту кандитатської дисертації читала лекції у багатьох ВНЗ. У 1986—1988 роках працювала у Вищій комсомольській школі при ЦК ВЛКСМ. У 1988—1994 роках працювала у Московському державному історико-архівному інституті (з 1991 у складі РДГУ). У 1992—1993 навчальному році працювала у Відділі історії Університету Айови (США) у якості асистуючого професора (Visiting Assistant Professor) у рамках програми обміну з РДГУ. У 1994—2011 працювала в МДУ на факультеті іноземних мов: спочатку старшим викладачем, з 1997 року — доцентом кафедри міжкультурної комунікації, з 2002 року — регіональних досліджень (регіонознавства). З 2012 року викладає у Свято-Філаретовському православно-християнському інституті.

## Ставлення до України
Має однозначну позицію щодо незалежності УПЦ. Зокрема, в дискусіях за підсумками рішення Вселенського собору, прийнятих 11.10.2018. Так само однозначно говорить про те, що РПЦ благословляла мирян на війну в Україні.

## Виступи та лекції
- Радіо Ехо Москви[1]
- Арзамас[2]
- Інтерв'ю з Іриною Карацуба опубліковане на сайті Центру університетських досліджень при Інституті гуманітарних історико-теоретичних досліджень ім. А. В. Полєтаєва[3].